# Alphomelon conforme
Alphomelon conforme är en stekelart som först beskrevs av Muesebeck 1958.  Alphomelon conforme ingår i släktet Alphomelon och familjen bracksteklar. Inga underarter finns listade i Catalogue of Life.